# Fusain d'Europe
Euonymus europaeus
Pour les articles homonymes, voir Fusain (homonymie), Bonnet d'évêque et Bonnet-de-prêtre.
Espèce
Classification phylogénétique
Le Fusain, le Fusain d'Europe (Euonymus europaeus), le bonnet de prêtre, le Bois à lardoire ou le bonnet d'évêque, est un arbuste ou un petit arbre de la famille des Celastraceae.

## Description

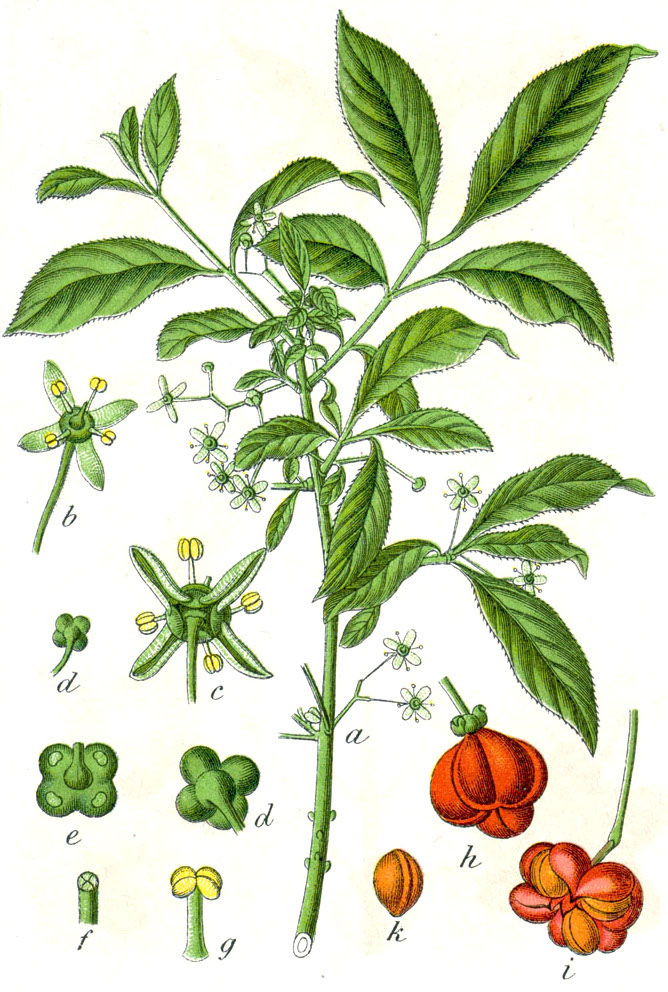
Planche.

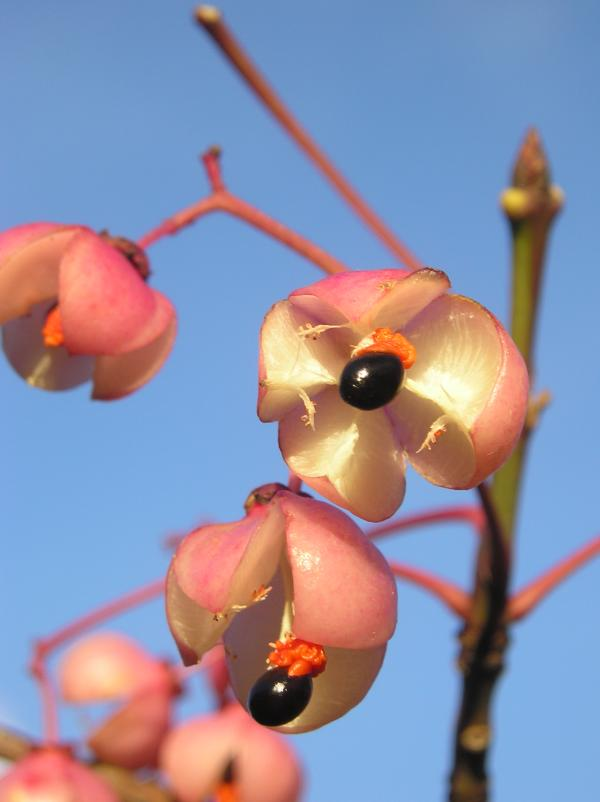
Fruits.

C'est un arbuste commun en France, pouvant mesurer de 3 à 8 mètres, tiges dressées, ramifiées, vert mat, presque quadrangulaires (souvent marquées de 4 crêtes blanchâtres plus ou moins liégeuses) et les feuilles opposées et finement dentées et aux petites fleurs vert-jaunâtre. Cet arbuste est surtout remarquable par ses fruits à l'automne, des capsules roses laissant voir à maturité des graines orange, ou capsules rose vif laissant voir des graines rouges brillantes. La graine est en fait entièrement enveloppée d'un arille, qui lui donne sa couleur.
Leur aspect les a fait surnommer « bonnets d'évêque ». À l'automne, son feuillage se colore partiellement en rouge, parfois vif, ce qui en fait une plante très appréciée dans les haies pour son aspect décoratif.
Il a une croissance rapide, mais une faible longévité.
Il est commun partout sauf en Méditerranée.
Espèce héliophile ou mi-ombre.
On le trouve dans les haies, les lisières, les bois, les fruticées et les hêtraies.
Il se multiplie facilement par semis, bouture et marcotte.

## Hôte
Le Fusain d'Europe peut aussi être l'hôte des œufs du puceron noir de la fève (Aphis fabae). En effet, à la fin de l'automne, les pucerons viennent s'y reproduire. Des œufs naîtront les fondatrices de l'année suivante, qui migreront vers une espèce de fabacée pour s'y nourrir.
Ce qui en fait un auxiliaire précieux pour les premières colonies de syrphes au printemps et permet leur développement pour les futures « invasions » de pucerons.

### Caractéristiques
Organes reproducteurs :
- Type d'inflorescence : corymbe
- Répartition des sexes : hermaphrodite
- Type de pollinisation : entomogame
- Période de floraison : avril à mai

Graine :
- Type de fruit : capsule
- Mode de dissémination : myrmécochore

Habitat et répartition :
- Habitat type : fourrés arbustifs médioeuropéens, planitiaires-montagnards, méso à eutrophiles[5]

## Aire de répartition
Eurasiatique.

## Propriétés
Toutes les parties de la plante sont toxiques, en particulier le fruit, qui peut renfermer jusqu'à 0,1 % d'un mélange d'hétérosides cardiotoniques et d'alcaloïdes sesquiterpéniques.

## Utilisations
- Arbuste d'ornement ;

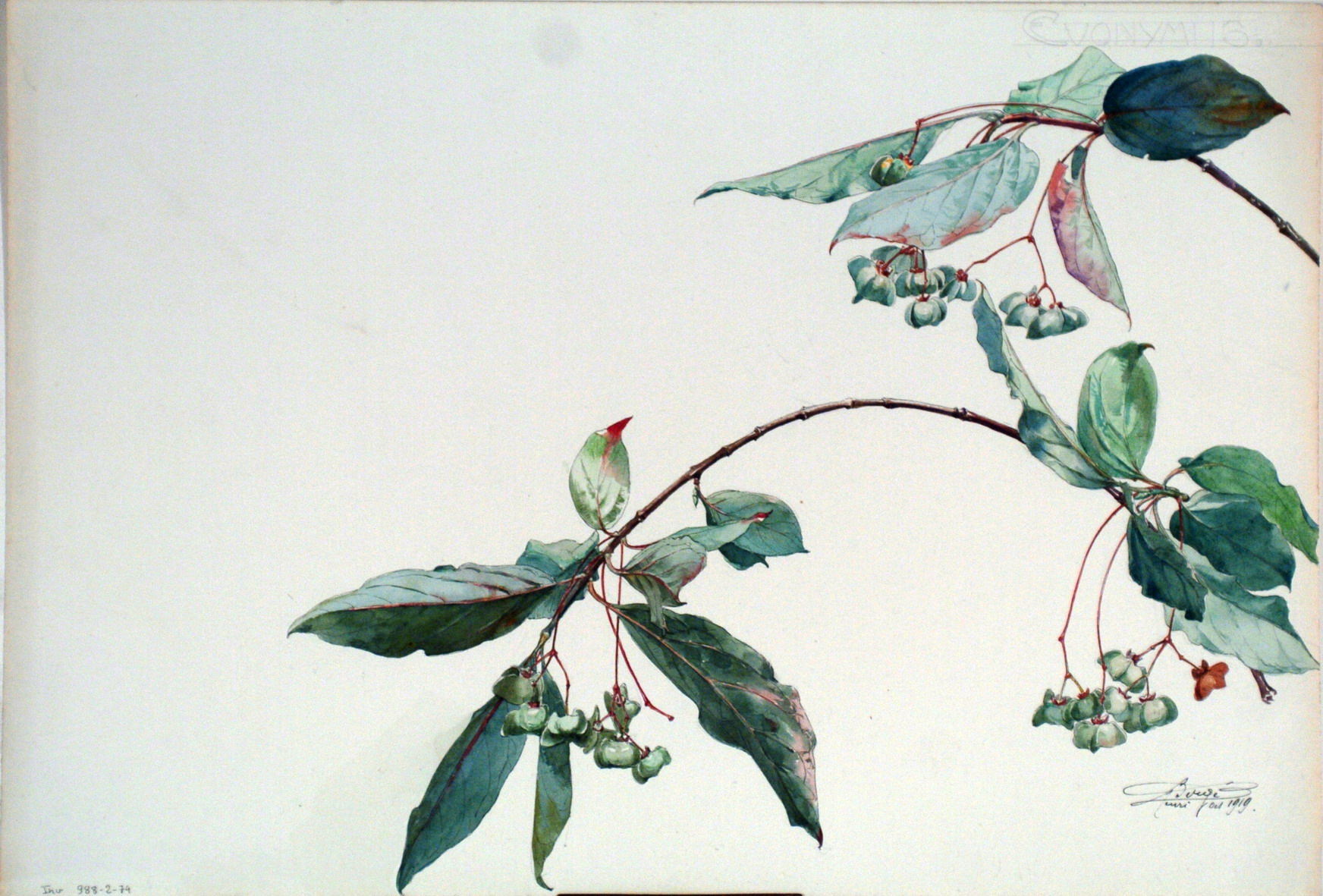
Etude d'une branche d'Evonymus, par Henri Bergé, 1919, Musée de l'Ecole de Nancy.

- carbonisé en vase clos, il produit le fusain, un charbon de bois très apprécié des dessinateurs[7] ;
- son bois, de couleur jaune, était parfois utilisé en sculpture et il servait aussi à fabriquer des lardoires et des fuseaux. Il sert toujours en horlogerie pour nettoyer rouages en laiton et rubis sans les griffer ;
- les capsules de cet arbuste réduites en poudre étaient autrefois utilisées sur les cheveux et les vêtements pour essayer de les débarrasser des poux ; ainsi qu'en décoction contre la gale des chiens et chats[8] ;
- l'enveloppe des graines donnait une teinture rouge et servait à colorer les maroquins[8] ;
- la décoction des fruits servait à se blondir les cheveux[9] ;
- Il est connu pour être un des meilleurs charbons de bois pour la poudre[8].

## Pathologies
En raison de sa toxicité naturelle, le fusain résiste à la plupart des phytophages, mais il peut néanmoins être attaqué par les chenilles de trois petits lépidoptères du genre Yponomeuta. Ces attaques ne sont pas graves pour la plante, mais spectaculaires en raison d'une forte ou totale défoliation et de l'entoilement de l'arbuste par les chenilles fileuses d'une solide soie. Le phénomène ne dure que quelques semaines, avant que les feuilles du fusain ne repoussent quelques semaines après (fin mai, début juin). Les trois espèces d'hyponomeutes pouvant se nourrir du fusain sont :
- Le Grand hyponomeute du fusain, Yponomeuta cagnagella, qui mesure de 19 à 26 mm et dont les cils terminaux (formant la queue du papillon adulte) sont d'un blanc pur ;
- Le Petit hyponomeute du fusain ou Hyponomeute plombée, Yponomeuta plumbellus, plus rare que le précédent et reconnaissable à une grosse macule noire au tiers basal de chaque aile antérieure. Les cocons sont plus éparpillés dans la toile alors que ceux du Grand hyponomeute sont groupés dans la toile[11] ;
- Yponomeuta irrorellus, reconnaissable à une très grosse tache noire au centre de l'aile antérieure.

La chenille de la Phalène du fusain (Ligdia adustata), un autre lépidoptère de la famille des Geometridae, se nourrit aussi de fusain.